# Sébastien Maillard
 (juin 2015).
Si vous disposez d'ouvrages ou d'articles de référence ou si vous connaissez des sites web de qualité traitant du thème abordé ici, merci de compléter l'article en donnant les références utiles à sa vérifiabilité et en les liant à la section « Notes et références ».
Pour les articles homonymes, voir Maillard.
Sébastien Maillard, né le 2 mai 1981 à Migennes, est un athlète français spécialiste du 400 m haies.
Il mesure 1,85 m et pèse 81 kg.
Fils de professeurs de sport, Sébastien a grandi sur les stades et a été amené à l’athlétisme par ses parents tous deux athlètes, son premier entraîneur a d'ailleurs été son père.
Il a touché à plusieurs sports dont le Rugby durant plusieurs années, en athlétisme il a également pratiqué toutes les disciplines du cross jusqu’à la perche en passant par les épreuves combinées.
Il se retrouve presque par hasard sur le 400 m haies : victime de douleurs récurrentes et inexpliquées au dos, il dut en effet se résoudre à arrêter le décathlon, dont il était l’un des grands espoirs français. En 2000, lors des championnats du monde juniors à Santiago, la quatrième place lui tendait les bras quand il dut abandonner, refusant de mettre sa santé en péril. Mais il fut également finaliste des championnats d’Europe juniors en 1999 sur 400 m haies. Son record personnel au décathlon était de 7562 points (2001).
Il s’est longtemps entraîné en Bourgogne avant de rejoindre fin 2002 le groupe de Fernand Urtebise à l’Institut National des Sports et de l'Expertise Physique (INSEP) aux côtés de Stéphane Diagana, Naman Keita ou Florent Lacasse entre autres. Il s’entraîne par la suite avec Guy Ontanon toujours à l'INSEP.
Il s’est blessé et a connu une saison blanche en 2004, après s’être mis beaucoup de pression pour réaliser des minimas difficiles. En 2005, il ne s’est pas qualifié pour les Mondiaux malgré un chrono à 49 s 65. En 2006 il finit finaliste des championnats d'Europe de Göteborg. En 2008 il réalise 49 s 34 et rate les minima pour les Jeux olympiques de Pékin pour 12 centièmes de seconde. En 2009, il gagne les Jeux méditerranéens à Pescara et finit deuxième des Jeux de la Francophonie à Beyrouth. En 2010, il décroche son billet pour les Championnats d'Europe de Barcelone après avoir pris part aux Championnats d'Europe par équipes à Bergen.
De 2004 à 2010 il a enchaîné 7 podiums consécutifs aux championnats de France sur 400 mètres haies.

## Palmarès
Record personnel : 49 s 10 (6e performeur français de tous les temps)

### Championnats du monde d'athlétisme
- 2003 à Paris ( France)
  - Demi-finaliste

### Championnats du monde d'athlétisme en salle
- 6e avec le relai 4 × 400 mètres en 2006 à Moscou (Russie)

### Championnats d'Europe d'athlétisme
- 2006 à Göteborg ( Suède)
  - Finaliste et cinquième du 400 m haies en 49 s 54

- 2010 à Barcelone (Espagne)
  - Demi-finaliste

### Championnats d'Europe d'athlétisme en salle
- Remplaçant de l'équipe championne d'Europe du relai 4 × 400 mètres en 2005 à Madrid (Espagne)

### Championnats d'Europe d'athlétisme par équipes
- 7e en 2003 à Florence (Italie)
- 5e en 2010 à Bergen (Norvège)

### Jeux méditerranéens
- 4e en 2005 à Alméria (Espagne)
- 1er en 2009 à Pescara (Italie)

### Jeux de la Francophonie
- 2e en 2009 à Beyrouth (Liban)